# آنژیوسارکوم
آنژیوسارکوم (انگلیسی: Angiosarcoma) نوعی سرطان نادر تهاجمی است که از سلول‌های لایه درون‌رگی (سلول‌هایی که لایهٔ درونی رگ‌های خونی و رگ‌های لنفی را می‌پوشانند) نشات می‌گیرد و در هرسنی و در هر جایی از بدن ممکن است بروز کند؛ اگرچه افراد مسن‌تر بیشتر مبتلا می‌شوند و پوست انسان هم شایع‌ترین بخشِ درگیر بدن است و بیش از ۶۰٪ موارد این سرطان از نوع جلدی است. در این میان پوست سر در حدود ۵۰٪ موارد را شامل می‌شود؛ اما باید توجه کرد که این سرطان کمتر از ۰٫۱٪ سرطان‌های سر و گردن را تشکیل می‌دهد. از آنجایی که واژهٔ «آنژیوسارکوم» یک اصطلاح چتری برای انواع متفاوتی از بدخیمی‌هاست و مکان‌های مختلفی از بدن را می‌تواند [[درگیر]] کند، علائم آن هم بر حسب منشأ سلولی آن بسیار متفاوت است و گاهی به‌کلی بدون علامت است. برخی علائم عمومی شامل ضایعات پوستی، اولسِر (زخم) پوستی، تنگی نفس و درد شکمی است. درگیری چندعضوی در زمان تشخیص شایع است که تعیین منشأ سرطان و نحوه درمان آن را دشوار می‌سازد.
علت دقیق بروز آنژیوسارکوم مشخص نیست، اگرچه چندین عامل خطر مانند ورم لنفاوی مزمن، پرتودرمانی و مواد شیمیایی مختلف مانند آرسنیک و وینیل کلرید شناخته شده است. وجود طولانی‌مدت اجسام خارجی در بدن ممکن است یکی از دلایل ایجاد آنژیوسارکوم باشد. گهگاه ایمپلنت پستان می‌تواند باعث بروز آنژیوسارکوم شود. اشعه ماوراء بنفش و کمبود ایمنی موضعی ممکن است در بروز آنژیوسارکوم نقش داشته باشد. آنژیوسارکوم را می‌توان در ام‌آرآی، سی‌تی اسکن و سونوگرافی مشاهده کرد، اما تشخیص آن از سایر سرطان‌ها معمولاً دشوار است و نیاز به تأیید تشخیص با بیوپسی و آنالیز ایمونوهیستوشیمی دارد.
درمان این سرطان شامل جراحی انکولوژی، شیمی‌درمانی و پرتودرمانی است که معمولاً هر سه با هم انجام می‌شوند. از آنجایی که این سرطان‌ها از سلول‌های پوشاننده رگ‌های خونی یا لنفاوی به وجود می‌آیند، می‌توانند به راحتی به مکان‌های دور، به ویژه کبد و ریه‌ها متاستاز دهند. این امر یکی از دلایل کُشندگی زیاد این سرطانهاست و تشخیص زودهنگام بیماری معمولاً برای بقای بیمار ضروری است. حتی با درمان، پیش‌آگهی بیماری بد است و نرخ بقای پنج ساله بیمار حدود ۳۰ تا ۳۸٪ است. این موضوع در آنژیوسارکوم قلبی و آنژیوسارکوم کبدی که پیش آگهی‌شان در حدود سه ماه است، حتی بدتر است.
آنژیوسارکوم‌ها ۱ تا ۲ درصد از سارکوم‌های بافت نرم را تشکیل می‌دهند که به نوبه خود کمتر از ۱ درصد سرطان‌های بالغ هستند. به‌همین دلیل، هیچ مطالعه بزرگی در مورد این بیماری منتشر نشده است، آنهم با تعداد کمی از بیماران در حدود ۱۰۰ نفر. با این حال، برخی از گزارش‌های موردی و مطالعات هم‌گروهی کوچک منتشر شده‌اند که روی هم اطلاعاتی کافی برای کمک به درک بیماری را ارائه می‌دهند. میزان بروز آنژیوسارکوم در ایالات متحده آمریکا در حال افزایش است.

## علائم و نشانه‌ها

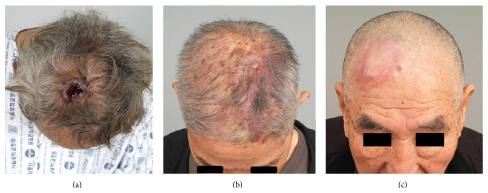
سه نوع مختلف آنژیوسارکوم پوست سر. (الف) نوع زخم‌مانند (ب) نوع خون‌مردگی (پ) نوع ندول‌مانند

آنژیوسارکوم جلدی ممکن است در ابتدا شبیه کبودی پوست (خون‌مردگی) یا سفت‌دانه قرمز متمایل به ارغوانی باشد. ممکن است مانند یک تومور خوش‌خیم به نظر برسد که می‌تواند تشخیص و درمان صحیح را به تأخیر بیندازد. ممکن است شبیه قارچ، زخم و خونریزی ایجاد شود.
آنژیوسارکوم قلبی ممکن است با تنگی نفس، درد قفسه سینه (۴۶٪)، کاهش وزن، علائم مشابه کم‌خونی، [۱۲] فشار خون پایین و سنکوپ تظاهر کند.
آنژیوسارکوم عمدتاً از طریق خون متاستاز می‌دهد و شایع‌ترین محل متاستاز در ریه‌ها است، این موضوع ممکن است به صورت پلورال افیوژن، پنوموتوراکس یا سایر بیماری‌های پردهٔ جنب خود را نشان دهد. سایر محل‌های متاستاز عبارتند از: کبد، استخوان و غدد لنفاوی.

## همه‌گیرشناسی
آنژیوسارکوم سرطانی نادر است و هر سال، یک نفر از هر یک میلیون نفر در ایالات متحده به آن مبتلا می‌شود. افراد مسن بیشتر درگیر می‌شوند و ترجیح جنسیتی وجود ندارد، به استثنای آنژیوسارکوم کبد که در آن مردان به نسبت ۳–۴: ۱ بیشتر از زنان مبتلا می‌شوند و آنژیوسارکوم پوستی که در آن نیز مردان بیشتر درگیر می‌شوند، به ویژه مردان سفیدپوست مسن.

## در سایر حیوانات
در سگ‌ها، همانژیوسارکوم در گلدن رتریور، باکسر و لابرادور رتریور نسبتاً شایع است که در معرض خطر بالاتر بیماری نسبت به سایر نژادها هستند. این بیماری عمدتاً در طحال، کبد، قلب، پوست و لایه زیر جلدی پوست رخ می‌دهد. این بیماری به سرعت متاستاز داده و موجب مرگ می‌شود و ممکن است با علائم غیراختصاصی تا مرگ ناگهانی ناشی از پارگی تومور تظاهر کند.